# Hochschule für Musik Nürnberg

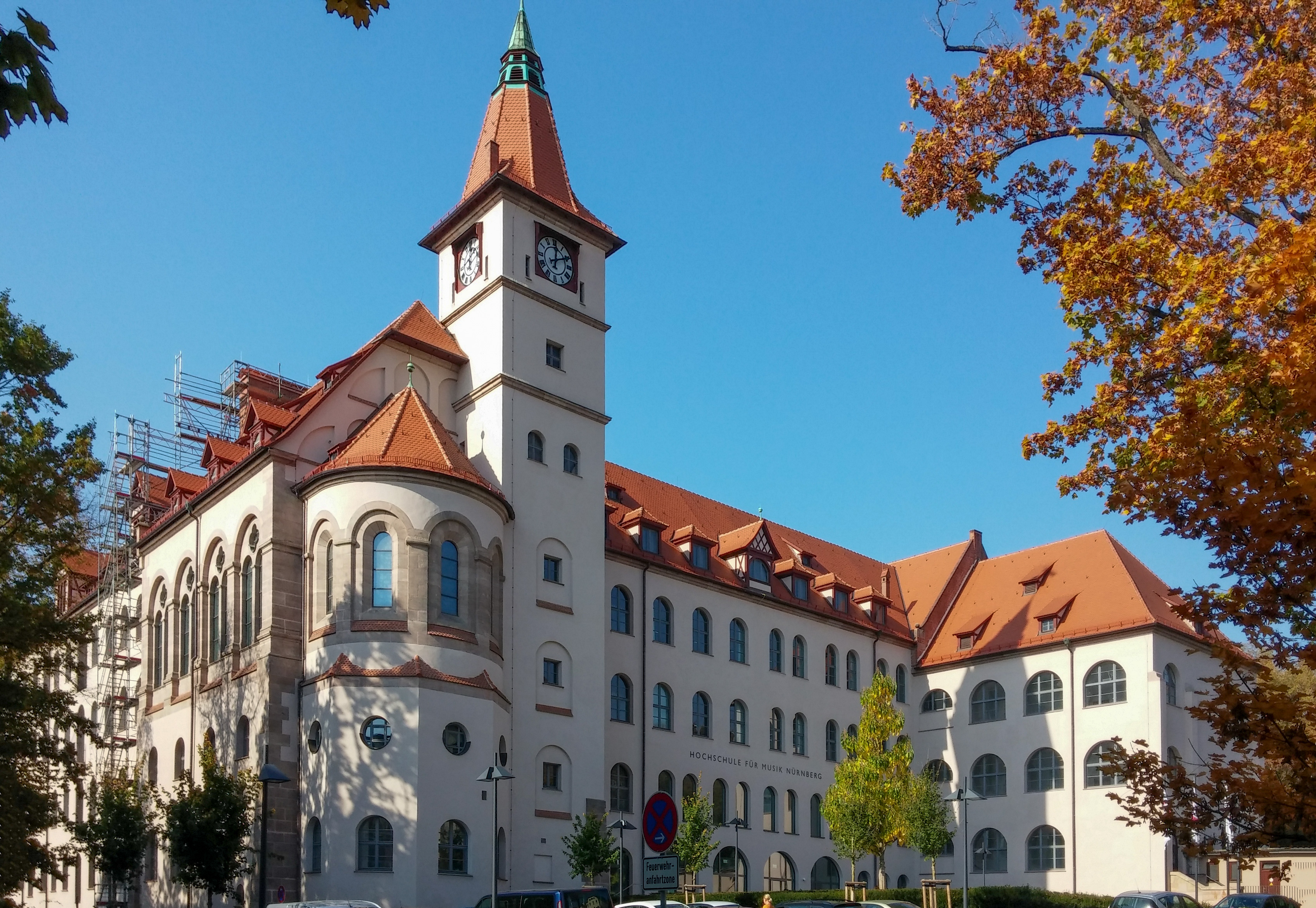
Hochschule für Musik Nürnberg (2018)

Die Hochschule für Musik Nürnberg, vormals Hochschule für Musik Nürnberg-Augsburg, wurde 1998 durch Zusammenlegung des Meistersinger-Konservatoriums in Nürnberg und des Leopold-Mozart-Konservatoriums in Augsburg gegründet.

## Geschichte
Das Meistersinger-Konservatorium geht zurück auf eine 1821 von Johannes Scharrer initiierte Städtische Singschule. 1883 wurde aus ihr die städtische Musikschule, die seit 1914 von Carl Rorich zu einer vollwertigen Musikfachschule ausgebaut wurde. Seit 1919 besaß sie den Status eines Städtischen Konservatoriums der Musik (1939 Landesmusikschule, 1972 Fachakademie für Musik und Meistersinger-Konservatorium).
Das Leopold-Mozart-Konservatorium ist seit 1973 Fachakademie für Musik. Es geht hervor aus einer 1873 gegründeten privaten Musikschule, die 1922 von der Stadt Augsburg übernommen wurde und 1948 den Namen Leopold-Mozart-Konservatorium erhielt.
Der Träger der Hochschule war zuvor ein kommunaler Zweckverband, der von den Städten Nürnberg und Augsburg sowie den Bezirken Mittelfranken und Schwaben gebildet wurde. Der Freistaat Bayern beteiligte sich an der Finanzierung.
Durch das Errichtungsgesetz vom 6. Mai 2008 wurde die Hochschule rückwirkend zum 1. Januar 2008 in staatliche Trägerschaft überführt. Der bisherige Verbund wurde aufgelöst: Nürnberg wird zu einer eigenständigen und vollwertigen Musikhochschule ausgebaut. Der überwiegende Teil der Augsburger Abteilung wurde in das neue Leopold-Mozart-Zentrum der Universität Augsburg überführt.
Das Hochschulgebäude, das ursprünglich das Sebastianspital (im 16. Jahrhundert auch „Lazarett“ genannt) beherbergte, entsprach eigentlich nicht den Anforderungen einer Musikhochschule. Bei der Sanierung, die im April 2014 begann, wurden neben der Erhaltung der Bausubstanz die Räume neu aufgeteilt und schallisoliert.
Hinzu kam ein großer Konzertsaal im Innenhof. Abschließend wurde die Küche des NürnbergStifts, die sich noch im Untergeschoss der Hochschule befand, ausgegliedert.

## Bekannte Absolventen und Dozenten des Meistersinger-Konservatoriums (Auswahl)
- Werner Andreas Albert (Dirigent)

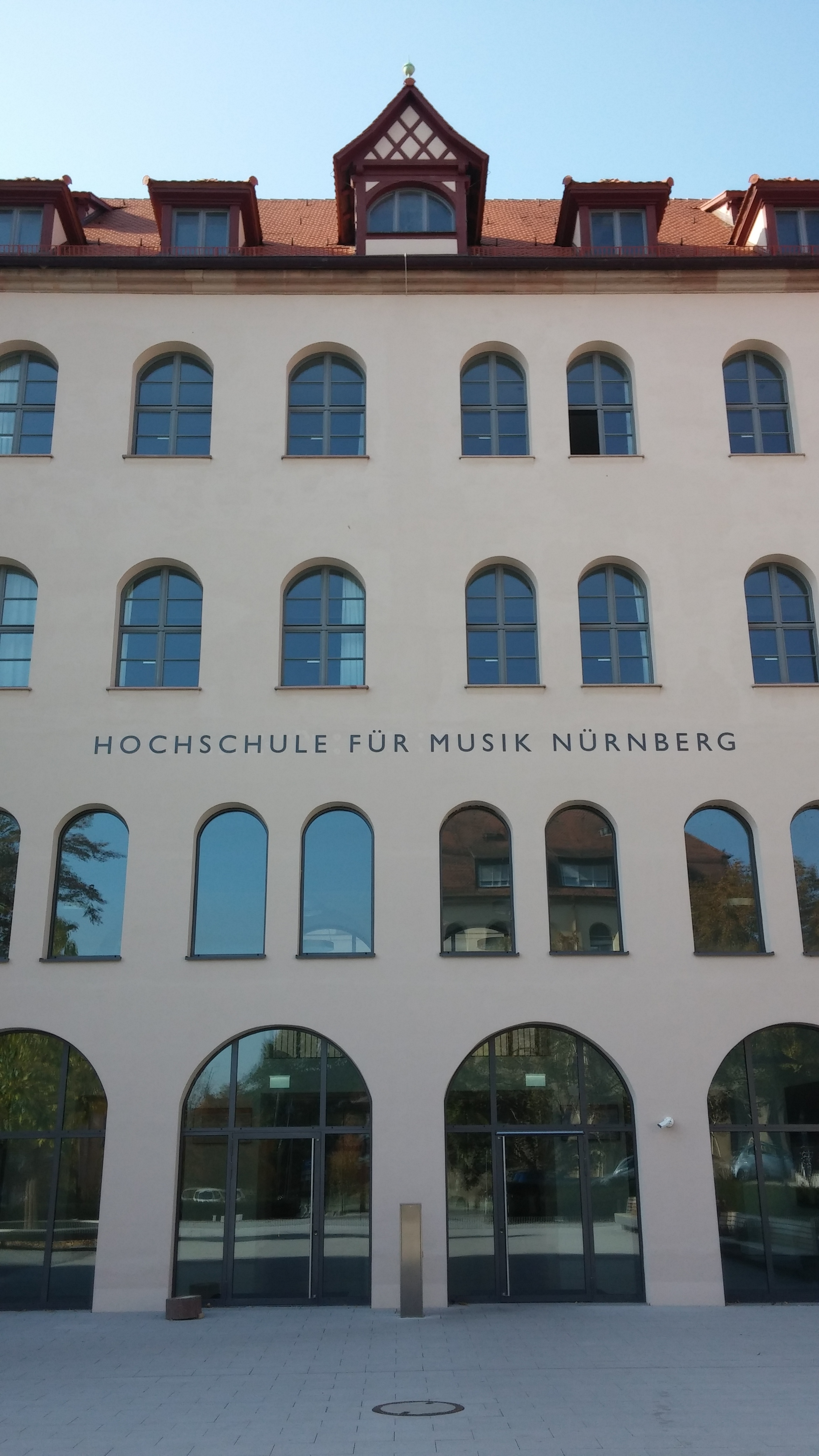
Haupteingang (2018)

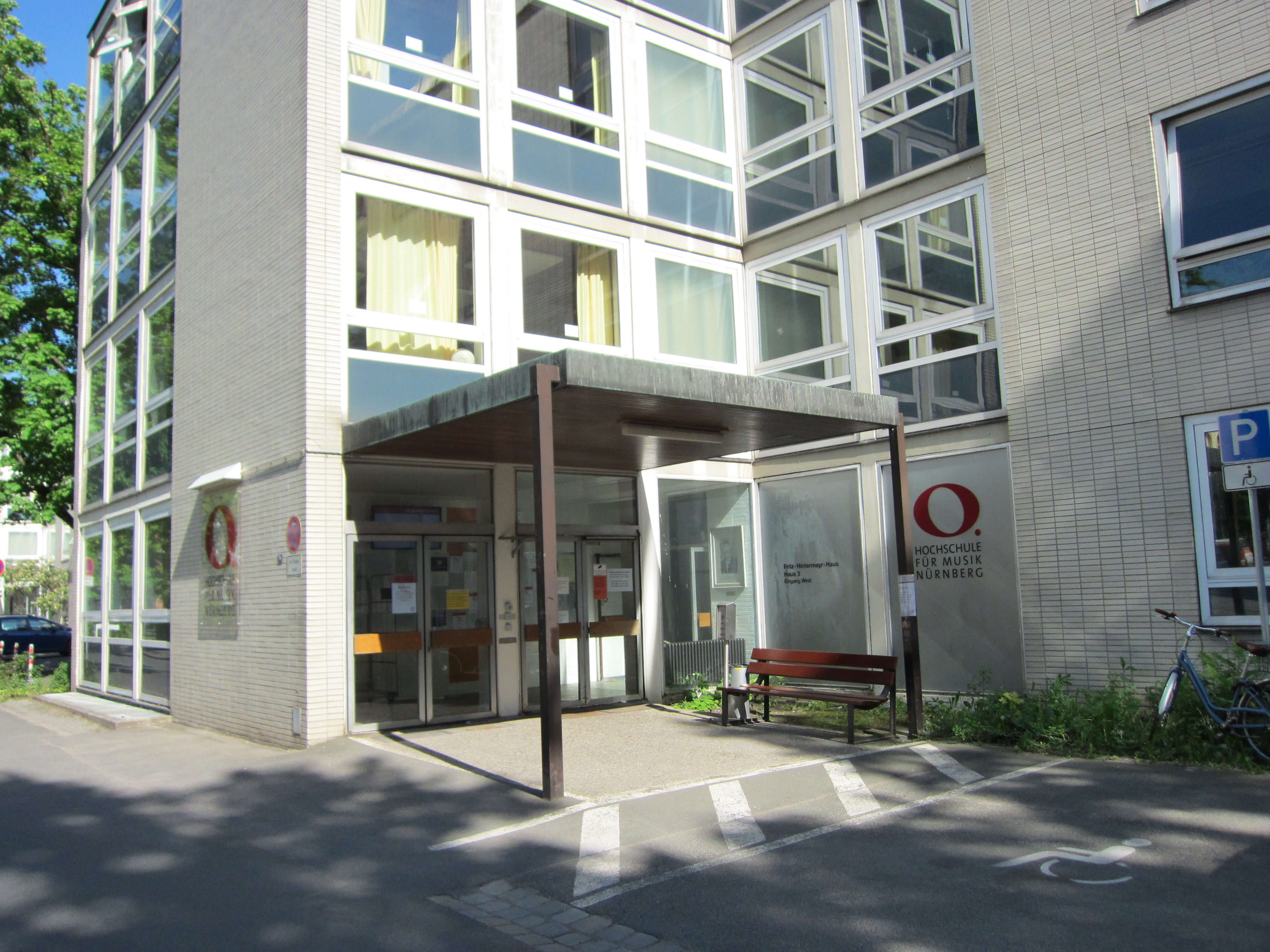
Altes Gebäude der Hochschule (2015)

- Karl-Friedrich Beringer (Chorleiter)
- Bernhard Böttner (Pianist, Klaviermethodiker)
- Volker Blumenthaler (Komponist)
- Otto Büchner (Geiger)
- Hans-Günter Brodmann (Schlagzeuger)
- Willi Domgraf-Fassbaender (Sänger, Regisseur)
- Brigitte Fassbaender (Sängerin, Regisseurin)
- Frieda Fronmüller (Komponistin)
- Klaus Graf (Saxophonist)
- Heinrich Hartl (Komponist)
- Ernst Häublein (Komponist)
- Peter Herbolzheimer (Posaunist, Bandleader)
- Stefan Hippe (Akkordeonist, Komponist)
- Monika Hofmann (Posaunistin)
- Willi Horváth (Geiger)
- Iva Ionova (Sängerin)
- Siegfried Jerusalem (Sänger)
- Thomas Königs (Gitarrist)
- Wilfried Krüger (Hornist)
- Karsten Küsters (Sänger)
- Michael Lochner (Organist)
- Paulo Morello (Gitarrist)
- Gottfried Müller
- Peter Mussbach (Regisseur)
- Karola Obermüller (Komponistin)
- Claus Ogerman (Komponist und Arrangeur)
- Vivienne Olive (Komponistin)
- Maurice Steger (Flötist und Dirigent)
- Peter Sadlo (Schlagzeuger)
- Hans-Ludwig Schilling (Komponist)
- Karl Schmitt-Walter (Sänger)
- Hermann Schwander (Perkussionist)
- Uwe Strübing (Komponist)
- Peter Thalheimer (Flötist)

## Bekannte Absolventen und Dozenten des Leopold-Mozart-Konservatoriums (Auswahl)
- Anja Augustin (Sängerin)
- Annette Beck (Sängerin)
- Eva Bernard (Sängerin)
- Measha Brueggergosman (Sängerin)
- Dorothea Chryst (Sängerin)
- Werner Egk (Komponist, Dirigent)
- Julia Fischer (Geigerin)
- Jon Geoffry Goldsworthy (Sänger)
- Christoph Hartmann (Oboist)
- Gregor Heuser (Komponist)
- Wilfried Hiller (Komponist)
- Georg Hörtnagel (Kontrabassist)
- Thomas Königs (Gitarrist)
- Harald Lillmeyer (Gitarrist)
- Monika Rebholz (Sängerin),
- Ulrich Reß (Sänger)
- Magda Schneider (Schauspielerin, Sängerin)
- Anja Schütz (Sängerin)
- Ernő Sebestyén (Geiger)
- Irmgard Seefried (Sängerin)
- Gerhard Siegel (Sänger)
- Georg Thauern (Sänger)
- Edith Wiens (Sängerin)
- Robert Wörle (Sänger)
- Frank Oliver Weißmann (Sänger)
- Stephan Kaller (Klavier)
- Hannes Nakajima (Klavier)
- Evgenia Rubinova (Klavier)
- Yasuko Matsuda (Klavier)
- Stefan Schulzki (Komposition)
- Richard Heller (Komposition)
- Julius Berger (Violoncello)
- Markus Wagner (Violoncello)
- Christoph Hammer (Historische Tasteninstrumente)
- Michael Endes (Klavier)
- Karl Mauren (Orgel)
- Maurice Hamers (Blasorchesterleitung)
- Linus Roth (Violine)
- Frieder Bernius (Gesang, Oratorium)
- Lydia Dubrowskaya (Violine)